# 2019 MO
2019 MO è un meteoroide (un piccolo asteroide) dall'orbita prossima a quella terrestre, che il giorno 22 giugno 2019 ha impattato la Terra nel mar dei Caraibi, tra la Giamaica e il Sud America.

## Scoperta

Animazione dell'orbita di 2019 MO.

L'asteroide è stato scoperto il 22 giugno 2019, alle 9:43 UTC, come un oggetto della diciottesima magnitudine dal programma astronomico statunitense Asteroid Terrestrial-impact Last Alert System per la ricerca di asteroidi, dalla stazione osservativa posta sul Mauna Loa. In particolare, furono acquisite 4 osservazioni in un arco temporale di 30 minuti - come usuale per il programma ATLAS, le cui scoperte sono poi seguite da altri osservatori. Generalmente, un arco osservativo così breve permette di stimare l'orbita dell'asteroide e le sue dimensioni solo in modo approssimativo. Dall'analisi dei dati, il programma Scout del Center for NEO Studies (CNEOS) del Jet Propulsion Laboratory dedusse che il rischio di un impatto fosse modesto, stimando che l'asteroide sarebbe transitato a una distanza dal nostro pianeta pari a circa 36 volte quella della Luna dalla Terra e, dopo una stima della magnitudine assoluta, che avesse un diametro di circa 160 metri.
Tuttavia, il satellite meteorologico GOES-16 riportò l'osservazione di un bolide nel mar dei Caraibi. Inoltre, furono individuate delle immagini di prescoperta, acquisite dal programma per la ricerca di oggetti astronomici Pan-STARRS, sviluppato e gestito dall'Università delle Hawaii. Ciò permise di estendere a 2,3 ore l'arco osservativo. Nuovi calcoli col programma Scout ripetuti tenendo conto di queste nuove osservazioni condussero a identificare correttamente il rischio dell'impatto, ormai avvenuto, come elevato. La nuova orbita permise di determinare che la scoperta era avvenuta quando l'asteroide si trovava a 1,3 distanze lunari dalla Terra, dodici ore prima dell'impatto.

## Impatto
2019 MO impattò sulla Terra il 22 giugno 2019, circa dodici ore dopo la scoperta, nel mar dei Caraibi, tra la Giamaica e il Sud America. L'ingresso nell'atmosfera fu rilevato alle 21:25 UTC a 270 km a sud di Porto Rico dai rilevatori infrasonici presenti nella stazione di Bermuda dell'Organizzazione del Trattato sulla messa al bando totale degli esperimenti nucleari. Inoltre, il bagliore generato dall'esplosione del bolide, stimata in circa 5÷6 kton, fu ripreso dal satellite meteorologico GOES-16 del National Oceanic and Atmospheric Administration (NOAA). Fu Davide Farnocchia del Jet Propulsion Laboratory ad associare l'esplosione atmosferica con l'asteroide precedentemente scoperto da ATLAS.
La stazione radar TJUA a San Juan, sull'isola di Porto Rico, operata dall'agenzia statunitense National Weather Service, rilevò la caduta di meteoriti in quattro scansioni radar, tra le 21:26:15 UTC e le 21:30:07 UTC. Ad ogni modo, non fu possibile recuperare alcun frammento del meteorite, che cadde direttamente in mare.

## Parametri orbitali e origine
Il meteoroide percorreva un'orbita ellittica con un'eccentricità, pari a 0,62, piuttosto elevata. L'afelio dell'orbita si collocava a 3,98 UA dal Sole, nella fascia principale esterna; il perielio, invece, a 0,94 UA, era interno all'orbita della Terra. Il meteoride apparteneva quasi al piano dell'eclittica, con un'inclinazione orbitale di circa 1,5°.
Nel giugno del 2019 fu registrato un incremento nell'attività dello sciame meteorico delle Epsilon ofiuchidi di giugno, associato alla cometa 300P/Catalina, e fu ipotizzato da Paul Roggemans che 2019 MO potesse essere un membro di tale gruppo. In effetti, le caratteristiche orbitali del meteoride risultavano compatibili con l'appartenenza anche ad altri sciamo meteorici. Studi successivi, tuttavia, hanno indicato che si sarebbe trattato di una coincidenza.